# Benediktinregeln

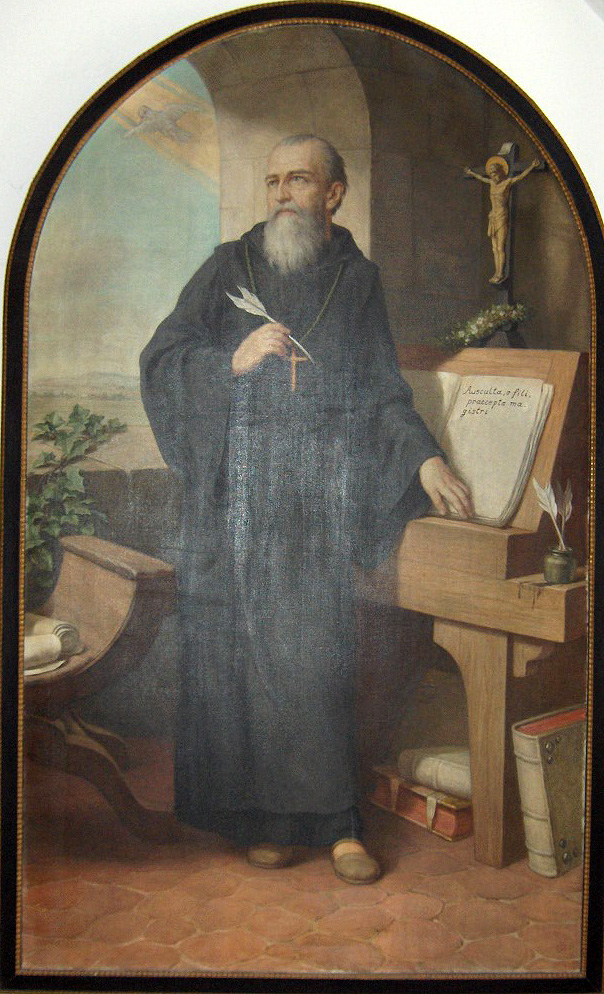
Sankt Benedikt skriver reglerna (1926), målning av Hermann Nigg (1849–1928)

Benediktinregeln är en klosterregel författad av Benedikt av Nursia. Den utmärks av sin måttfullhet och praktiska inriktning. Abboten är fadern som efter samråd med sina munkar fattar de viktigare besluten. Lydnad innebär enligt Benediktinregeln lydnad till den gemensamma regeln och för abboten som den levande uttolkaren av evangeliet. Prästerskap var ursprungligen en oviktig del av klosterlivet – munkarna använde den lokala prästens tjänster. Tack vare detta fungerade kvinnligt klosterliv, med en abbedissa som mor, lika väl som ett manligt. 
De viktiga momenten i munkens och nunnans dagliga liv är gudstjänsten (latin: opus Dei), den andliga, meditativa läsningen (latin: lectio divina) och det manuella arbetet. Munkens eller nunnans liv är indelat i regelbundna perioder av sömn, bön, läsning i heliga skrifter, vila och fysiskt arbete. Under senare perioder flyttades tyngdpunkten från jordbruk, hantverk och annat fysiskt arbete, till mer intellektuellt arbete och undervisning för många kristna munkar. Från 700-talets senare hälft spreds Benediktinregeln över hela Europa och var fram till ca 1100 den enda gällande regeln för den västerländska, latinska kyrkans kloster.

## Historia
Benedikt av Nursia lämnade ett komfortabelt liv som student i Rom ca år 500 e.Kr för att söka andlig upplysning. Han drog till sig efterföljare i detta liv, och den plan för livet som han etablerade för dessa munkar är sedan dess känd som Benedikts regel 529 e.Kr. Andra klosterregler skrevs av eller tillskrivs viktiga klostergrundare – S:t Pachomius regel och S:t Basils regel i den ortodoxa kyrkan, och reglerna för andra ordnar i den katolska delen av kristenheten. Benedikt var otvivelaktigt medveten om dessa, men i vilken grad Benedikts regel var baserad på direkt kunskap om dessa organisationer är omdiskuterat, och slutligen grundade Benedikt av Nursias gemenskap Benediktinorden i klostret Monte Cassino, beläget mellan Rom och Neapel.

## Reformer

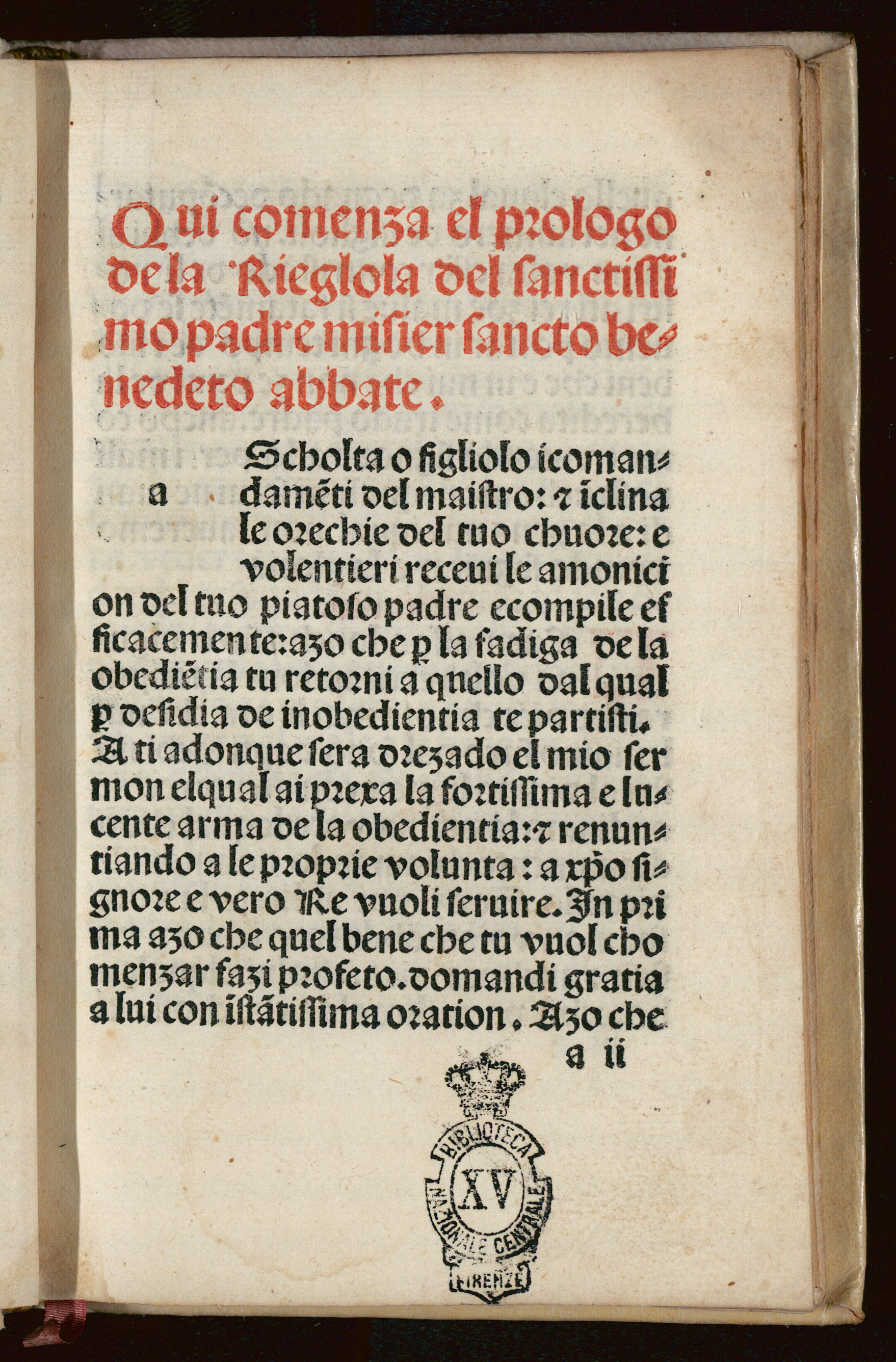
Regula, 1495

Under deras mer än 1500 år långa verksamhet har det stundom hänt att regelverket – som omfattar 73 kapitel – tolkats mer hållningslöst än vad man kan förmoda att Benedikt av Nursia haft för avsikt. Dessa skeden har ofta följt som ett resultat av ekonomisk högkonjunktur, som medgivit en enklare vardag för människor, såväl i kloster som utanför. Vissa uttolkare av Benediktinreglen har då i högre grad än annars underlåtit att lägga fullt så stark betoning på de delar av klosterreglerna som talar om disciplin och plikttrogenhet. I sådana tider har det hänt att dynamiska benediktinmunkar efter bästa förmåga åter försökt rikta klosterlivets fokus mot Benedikt av Nursias egna skrifter, och förordat en striktare efterlevnad av både andemeningen och det bokstavliga i Benediktinregeln. Det har till och med hänt att grupper av nunnor och munkar lämnat Benediktinorden, med avsikt att grunda nya ordnar som mer strängt följer Benediktinregeln. Detta har resulterat i flera fortfarande aktiva klosterordnar, bland dem Cisterciensorden och Trappistorden. I centrum för sådana här reformrörelser, då som nu, ligger hermeneutiska frågor om vad trohet mot traditionen egentligen innebär.